# 10134 Joycepenner
A 10134 Joycepenner (ideiglenes jelöléssel (10134) 1993 HL6) a Naprendszer kisbolygóövében található aszteroida. Henri Debehogne fedezte fel 1993. április 17-én.

## Kapcsolódó szócikk
- Kisbolygók listája (10001–10500)